# Debra Wilson
Debra Renee Wilson(26 de abril de 1962),também conhecida como Debra Wilson,é uma atriz,dubladora e comediante norte-americana.Wilson é conhecido por ser um dos membros mais antigos do elenco original da série de desenhos animados MADtv, tendo aparecido nas oito primeiras temporadas do programa. Ela também fez trabalho de voz para várias produções,incluindo Avatar,American Dad! ,Family Guy,Hoodwinked Too! Hood vs. Evil,The Proud Family , Star Trek: Deep Space Nine e The Boondocks.

## Biografia
Wilson nasceu e cresceu em Nova York, no bairro do Queens. Após a graduação, continuou seus estudos na Universidade de Syracuse, trabalhando na televisão e radiodifusão. Sua estréia como atriz foi no piloto de televisão The Apollo Comedy Hour. Após esse sucesso, ela se tornou um personagem regular na série The Uptown Comedy Club e coestrelou "Can We Shop?", ao lado de Joan Rivers.

## Carreira
Wilson foi um dos oito membros originais do elenco de MADtv quando a série foi ao ar em 1995.
Desde sua estréia em MADtv,Wilson fez voz atuando em episódios de inúmeros programas de televisão, aterrando alguns papéis recorrentes em programas como Clone High,Family Guy e The Mr. Potato Head Show.
Wilson fez vários filmes independentes,incluindo Naked Angel,Jane White Is Sick and Twisted,Skin Deep e Soulmates.Ela também estava em um episódio de Without a Trace,e ja apareeu em 3 episódios de CSI: Crime Scene Investigation.

### Vida Pessoal
Ela casou com Cliff Skelton em 2006 mas em 2010 o casal anunciou o divórcio.

## Filmes
| Ano  | Titulo                                               | Role                 | Notas      |
| ---- | ---------------------------------------------------- | -------------------- | ---------- |
| 1994 | Cracking Up                                          | —                    |            |
| 1995 | Blue in the Face                                     | Statistician         |            |
| 1996 | Girl 6                                               | Salesgirl #3         |            |
| 1997 | Gridlock'd                                           | Medicaid woman #2    |            |
| 1997 | B*A*P*S                                              | Flight attendant     |            |
| 1997 | Soulmates                                            | Jennifer Williams    |            |
| 1997 | Asylum                                               | Belinda Davis        |            |
| 1997 | Sleeping Together                                    | Wendy                |            |
| 1998 | Star Trek: The Experience:The Klingon Encounter      | Security officer     | voz        |
| 2000 | Rubbernecking                                        | Julia                |            |
| 2002 | Jane White Is Sick & Twisted                         | Chi-Chi              |            |
| 2003 | Skin Deep                                            | Alex                 |            |
| 2004 | Target                                               | Nolan                |            |
| 2004 | Nine Lives                                           | Lisa                 |            |
| 2005 | Bringing Up BayBay                                   | Pam Wilcox           |            |
| 2006 | Whitepaddy                                           | Aunt Tiny            |            |
| 2006 | Danny Roane: First Time Director                     | Rehab nurse          |            |
| 2006 | The Adventures of Brer Rabbit                        | Sister Buzzard       |            |
| 2006 | Scary Movie 4                                        | Oprah Winfrey        |            |
| 2006 | Over the Hedge                                       | Debbie               | Voice      |
| 2006 | Mandingo in a Box                                    | Host                 | Short film |
| 2006 | Shut Up and Shoot!                                   | Nikki Ryder          |            |
| 2006 | Rockin' Meera                                        | Rudy                 |            |
| 2007 | If I Had Known I Was a Genius                        | Teresa Reed          |            |
| 2007 | Lord Help Us                                         | Shariffer Simms      |            |
| 2007 | Cordially Invited                                    | Vivian Dunn          |            |
| 2007 | The Chosen One                                       | Akia May             |            |
| 2008 | Cuttin' da Mustard                                   |                      |            |
| 2009 | Knight to F4                                         | Cheryl Johnson       |            |
| 2009 | Psyche on Melrose                                    | Hostess              | Short film |
| 2009 | The Haunted World of El Superbeasto                  |                      |            |
| 2009 | Avatar                                               | Na'vi troupe member  |            |
| 2009 | Friends of Dorothy                                   | Hillary              |            |
| 2010 | Perfect Combination                                  | Mrs. Lewis           |            |
| 2011 | Hoodwinked Too! Hood vs. Evil                        | Iana                 |            |
| 2010 | Oprah's Last Show                                    | Oprah Winfrey        |            |
| 2011 | Naked Angel                                          | Mama Tony            |            |
| 2011 | Division III: Football's Finest                      | Mandy                |            |
| 2012 | Back Then                                            | Georgia Miller       |            |
| 2012 | Bed-Stuy Lullaby                                     | Sha'rell             |            |
| 2013 | Cordially Invited – The Wedding Day of Alton & Kenya | Vivian Dunn          |            |
| 2014 | Jungle Shuffle                                       | Kam                  | Voice role |
| 2014 | Knock 'em Dead                                       | Darien               |            |
| 2014 | Untold                                               | Merrel               |            |
| 2014 | Fatal Acquittal                                      | Detective Bell       |            |
| 2014 | 10 Year Plan                                         | Minister             |            |
| 2015 | Midlife                                              | Diane Freeland       |            |
| 2015 | Mothers of the Bride                                 | Freesia the producer |            |
| 2015 | Hotel Transylvania 2                                 | voz                  |            |
| 2016 | Caged No More                                        | Leona                |            |
| 2016 | The Summerland Project                               | Adah Allen           |            |
| 2017 | Open Marriage                                        | Vulnavia             |            |

| Ano                   | Titulo                                  | Role                                         | Notas                                                   |
| --------------------- | --------------------------------------- | -------------------------------------------- | ------------------------------------------------------- |
| 1992–93               | The Uptown Comedy Club                  | Varius personagens                           | Elenco Principal                                        |
| 1995                  | New York Undercover                     | Shanna                                       | Episode: "High on the Hog"                              |
| 1995–03, 2005–09 2016 | MADtv                                   | Varius personagens                           | Elenco Principal 196 episodes                           |
| 1998                  | Star Trek: Deep Space Nine              | Lisa Cusak                                   | episódio: "The Sound of Her Voice"                      |
| 1998                  | Whose Line Is It Anyway?                | Ela mesma                                    | episódios 9                                             |
| 1998–99               | The Mr. Potato Head Show                | Queenie                                      | 13 episódios                                            |
| 2000–01, 2008–11      | Family Guy                              | Various voices                               | 6 episódios                                             |
| 2001                  | Gary & Mike                             |                                              | 13 episódios                                            |
| 2001                  | The Oblongs                             | —                                            | 2 episódios                                             |
| 2002                  | Rapsittie Street Kids: Believe in Santa | Great grandma                                | Telefilme                                               |
| 2002–03               | Clone High                              |                                              | 3 episódios                                             |
| 2002–03               | The Proud Family                        | Oprah Winfrey                                | 2 episódios                                             |
| 2003                  | The Proud Family                        | Basil / Tobasco                              | Episodio: "Adventures in Bebe Sitting"                  |
| 2003                  | The Parkers                             | Zorah                                        | Episodio: "Kimmie Has Two Moms"                         |
| 2004                  | Without a Trace                         | Doctor                                       | Episodio: "Hawks and Handsaws"                          |
| 2004–07               | CSI: Crime Scene Investigation          | Divine                                       | 3 episódios                                             |
| 2004                  | I'm with Her                            | Brenda                                       | Episodio: "Friends in Low Places"                       |
| 2004                  | That's So Raven                         | Miesha                                       | Episodio: "Spa Day Afternoon"                           |
| 2005                  | Second Time Around                      | Deonne                                       | Episodio: "You're Fired"                                |
| 2005–2016             | American Dad!                           | Whitney Houston                              | 2 episódios                                             |
| 2006                  | In Justice                              | Detective Powell                             | Episodio: "Confessions"                                 |
| 2006                  | Celebrity Paranormal Project            | Herself                                      | Episodio: "Cult Commune"                                |
| 2007                  | Higglytown Heroes                       | Marine biologist hero                        | 43 episódios                                            |
| 2007                  | Super Sweet 16: The Movie               | Edan Day                                     | Tele filme                                              |
| 2008                  | Reno 911!                               | Dominatrix                                   | 3 episódios                                             |
| 2008                  | The Boondocks                           | Deborah LeVil                                | 2 episódios                                             |
| 2008                  | Terminator: The Sarah Connor Chronicles | Lilian                                       | Episodio: "Automatic for the People"                    |
| 2009                  | 90210                                   | Teacher                                      | Episodio: "Hello, Goodbye, Amen"                        |
| 2009–10               | GSN Live                                | Ela mesma                                    |                                                         |
| 2012–15               | Black Dynamite                          | Vários personagens                           | 17 episódios                                            |
| 2013                  | 2 Broke Girls                           | Delores                                      | Episódio: "And the Temporary Distraction"               |
| 2013                  | The First Family                        | Helen                                        | Episódio: "The First Driver"                            |
| 2013                  | The Cleveland Show                      | —                                            | Episódio: "Of Lice and Men"                             |
| 2013                  | Save Me                                 | Stephanie                                    | Episode: "Heavenly Hostess"                             |
| 2013–14               | DC Super-Pets!                          | Various voices                               | 3 episódios                                             |
| 2013                  | Mad                                     | Various voices                               | Episódio:"Alfred's Game/We Are X-Men"                   |
| 2013                  | Doom Patrol                             | Madame Rouge                                 | Episódio: "Chapter Ten: The Spy Within the Doom Patrol" |
| 2014                  | Regular Show                            | Council Woman / Thunder Girl 1 / Blonde Girl | Episódio: "Dodge This"                                  |
| 2014–2016             | All Hail King Julien                    | Masikura, Foosa Babe, Tammy                  | 21 episódios                                            |
| 2016                  | Dead 7                                  | Apocolypta                                   | Telefilme                                               |
| 2016                  | Z Nation                                | Linda                                        | Episódio: "Doc's Angels"                                |

| Ano     | Titulo | Papel        | Notas       |
| ------- | ------ | ------------ | ----------- |
| 2012–13 | Lips   | X-girlfriend | 2 episódios |

| Ano  | Titulo                                   | Papel | Notas |
| ---- | ---------------------------------------- | --- | ----- |
| 2004 | Everybody's Golf 4                       | Various Voices | Voice |
| 2006 | Ice Age 2: The Meltdown                  | Ellie | Voz   |
| 2006 | X-Men: The Official Game                 | Storm | Voz   |
| 2007 | Halo 3                                   | Marines | Voz   |
| 2008 | Speed Racer: The Videogame               | Booster Mbube | Voz   |
| 2008 | Metal Gear Solid 4: Guns of the Patriots | Crying Wolf | Voz   |
| 2008 | Fracture                                 | — | Voice |
| 2009 | Halo 3: ODST                             | Marine #4 | Voz   |
| 2010 | Dead to Rights: Retribution              | | Voz   |
| 2010 | StarCraft II: Wings of Liberty           | | Voz   |
| 2010 | Fallout: New Vegas                       | Kate / Sweeite / Yvette / Boomer Teacher / Jackal Gang Member / Mercenary / New Vegas Citizen / Novac Settler / Prospector / The Tops Cashier / Traveling Merchant / Vault 34 Dweller / Vikki and Vance Dealer / Viper Gunslinger / Viper Leader / White Gloves Society Member | Voz   |
| 2011 | Infamous 2                               | | Voz   |
| 2013 | Grand Theft Auto V                       | | Voz   |
| 2014 | Elder Scrolls Online                     | | Voz   |
| 2014 | WildStar                                 | Dreadphage Ohmna / Selene / Granok Female | Voz   |
| 2014 | Call of Duty: Advanced Warfare           | | Voz   |
| 2014 | World of Warcraft: Warlords of Draenor   | | Voz   |
| 2016 | Mirror's Edge Catalyst                   | Rebecca Thane | Voz   |
| 2016 | Gears of War 4                           | Ashpo Point Gear | Voz   |
| 2016 | Tyranny                                  | | Voz   |

## Ligações Externas
- Debra Wilson. no IMDb.